# بت گستاین
بَت گَستاین (آلمانی: Bad Gastein؛ ‏تلفظ در آلمانی: [baːt ɡasˈtaɪn]) یک منطقهٔ مسکونی در اتریش است که در ناحیه سنت یوهان ایم پونگاو واقع شده‌است. بت گستاین ۱۷۰٫۶ کیلومتر مربع مساحت دارد ۱٬۰۰۲ متر بالاتر از سطح دریا واقع شده‌است.